# Jay Russell
Pour les articles homonymes, voir Russell.
Pour l'écrivain américain de science-fiction, voir Jay Russell (écrivain).
Jay Russell est un réalisateur, producteur et scénariste américain, né le 10 janvier 1960 à North Little Rock, dans l'Arkansas (États-Unis).

## Filmographie

### comme réalisateur
- 1988 : End of the Line
- 2000 : Mon chien Skip (My Dog Skip)
- 2002 : Tuck Everlasting
- 2004 : Piège de feu (Ladder 49)
- 2007 : Le Dragon des mers : La Dernière Légende (The Water Horse)

### comme producteur
- 2000 : Mon chien Skip (My Dog Skip)

### comme scénariste
- 1988 : End of the Line